# Сельское хозяйство (журнал)
«Се́льское хозя́йство» — официальный журнал императорского Московского общества сельского хозяйства, выпускавшийся в Москве с 1860 по 1862 год.

## История
Журнал «Сельское хозяйство» издавался при императорском Московском обществе сельского хозяйства ежемесячно в 1860—1862 году.
Редактировал журнал ботаник Николай Иванович Анненков.
Журнал предназначался для помещиков и был посвящён разработке экономически выгодных методов ведения помещичьего сельского хозяйства, основанного на вольнонаемном труде. Большое место уделялось статьям о механизации сельского хозяйства, лесоводстве, тонкорунном овцеводстве и сельской промышленности. Помещались протоколы заседаний и отчеты общества, научные и практические статьи по сельскому хозяйству, сельскохозяйственная библиография, хозяйственное обозрение и смесь.
В 1863 году был переименован в «Журнал заседаний Императорского Московского общества сельского хозяйства».